# Podmorski komunikacijski kabel
Podmorski komunikacijski kabel je kabel, položen na morsko dno, ki povezuje dve zemeljski postaji na sprotnih straneh morja oz. oceana. Preko položenega kabla poteka pretok telekomunikacijskih signalov. Prvi podmorski komunikacijski kabli so bili položeni v začetku petdesetih let 19. stoletja in so prenašali telegrafski promet. Prvi čezatlantski telegrafski kabel je začel delovati 16. avgusta 1858 vendar so se kmalu pojavile težave zaradi velike razdalje in nedodelane tehnologije. Naslednje generacije kablov so prenašale telefonski promet temu pa je sledil podatkovni promet. Sodobni kabli za prenos podatkov uporabljajo tehnologijo optičnih vlaken. Danes se preko kablov v digitalni obliki prenaša telefonski, internetni in zasebni podatkovni promet.
Sodobni globokomorski kabli imajo običajno premer  25 mm in tehtajo približno 1,4 tone na kilometer. Za plitve odseke blizu obale uporabljajo večje in težje kable.   Podmorski kabli povezujejo vse naseljene celine (razen Antarktike). Zadnja povezava je bila vzpostavljena leta 1871 ko so povezali Javo z Darwinom na severnem teritoriju Avstralije. Leto kasnej je bila dokončana zemeljska linija ki je povezala  Adelaide v Južni Avstraliji ter nato preostale predele Avstralije. 

## Zgodovina: telegrafski in koaksialni kabli

### Prva uspešna testiranja
Potem ko sta William Cooke in Charles Wheatstone leta 1839 predstavila svoj delujoči telegraf je ideja o podmorskem kable čez Atlantski ocean postala realna. Samuel Morse je idejo predstavil že leta 1840 leta 1842 pa je izvedel test v katerem je žice izoliran s konopljo in naravno gumo,   potopil v pristanišče New Yorka, in preko nje pošiljal telegrafska sporočila. Naslednjo jesen je Wheatstone izvedel podoben poskus v zalivu Swansea. Za uspeh podvodnega kabla je bil ključen dober izolator, ki bi prekril žico in tako preprečil uhajanje električnega toka v vodo. Za ta namen se je zelo dobro izkazala naravna guma, ji jo je že v začetku 19. stoletja preizkušal pruski inženir elektrotehnike Moritz von Jacobi .
Leta 1842 se je pojavila še ena možnost izolacije podobne gumi, ki jo je bilo mogoče topiti s toploto in enostavno nanašati na žico. Gutta-percha, lepilni sok drevesa gutte Palaquium oz. naravni lateks. V Evropi ga je prvi predstavil William Montgomerie škotski kirurg v službi britanske vzhodnoindijske družbe .  :26–27 Dvajset let prej je Montgomerie v Singapurju videl biče izdelane iz gutta-parcha in je verjel, da bo ta snov koristno pri izdelavi kirurških aparatov. Michael Faraday in Wheatstone sta kmalu odkrila prednosti gutta-parcha kot izolatorja in leta 1845 je slednji predlagal, da bi jo uporabili za  izolacijo kabla, ki naj bi ga položili med Doverom do Calaisom .  Leta 1847 je William Siemens, tedanji častnik pruske vojske, položil prvi uspešen podvodni kabel z izolacijo iz gutta-parcha čez Ren med Deutzom in Kölnom.  Leta 1849 je Charles Vincent Walker, električar Jugovzhodne železnice, ob obali Folkestona uspešno testiral dve milji dolg kabel izoliran s gutta-parcha.  :26–27

### Prvi komercialni kabli
Avgusta 1850 je John Watkins Brett iz podjetja English Cahannel Submarine Telegraph Company položil prvi kabel čez Rokavski preliv z uporabo predelanega vlačilca Goliath. To je bila preprosto bakrena žica prevlečena z gutta-parcha, brez kakršne koli druge zaščite. Kabel ni deloval.  :192–193   Septembra 1851 je novi dodatno zaščiten kabel položilo podjetje Submarine Telegraph Company, ki je deloval.  :192–193  
Leta 1853 so bili uspešno položeni kabli, ki so povezali Veliko Britanijo z Irsko, Belgijo in Nizozemsko ter Dansko.  :361 British &amp; Irish Magnetic Telegraph Company je 23. maja zaključilo prvo uspešno povezavo z irsko med krajema Portpatrick in Donaghadee z uporabo tovorne ladje za prevoz premoga William Hutt .  :34–36 Isto ladjo je za povezavo od Doverja do Ostende v Belgiji uporabljalo podjetje Submarine Telegraph Company.  :192–193 Medtem je družba Electric &amp; International Telegraph Company dokončala dva kabla čez Severno morje od Orforda Nessa do Scheveningena na Nizozemskem. Te kable je položil parnik na kolo Monarch, ki je kasneje postal prvo plovilo s stalno opremo za polaganje kablov.  :195
Leta 1858 so za polaganje telegrafskega kabla od Jerseyja do Guernseyja ter naprej do Alderneyja in nato do Weymoutha uporabili parnik Elba. Polaganje je bilo uspešno končano septembra istega leta. Vendar so se kmalu začele pojavljati težave. Do leta 1860 je prišlo, do enajstih prelomov, ki so se pojavili zaradi neviht, plimovanja in gibanja peska ter obrabe na skalah. Poročilo inženirjev iz leta 1860 navaja težave, ki jih je potrebno upoštevati in rešiti pri nadalnih operacijah polaganja kabla. 

### Čezatlantski telegrafski kabel
Prvi poskus polaganja čezatlantskega telegrafskega kabla je spodbudil Cyrus West Field, ki je britanske industrijalce prepričal, da so ga financirali in položili leta 1858.  Takratna tehnologija, ni bila dovolj dodelana zato se je projekt polaganja ves čas soočal s tehničnimi težavami položeni kabel pa je deloval le mesec dni. Poizkusi v letih 1865 in 1866 so z uporabo največjega takratnega parnika SS Great Eastern ter novejšo tehnologijo omogočili polaganje delujočega podmorskega kabla. Great Eastern je leta 1870 položil prvi kabel, ki je Indijo povezal z Adenom v Jemnu ter naprej z Evropo.

### Britanska prevlada
Od leta 1850 do leta 1911 so britanski podmorski kabelski sistemi prevladovali na najpomembnejšem trgu, Severnem Atlantskem oceanu. Britanci so imeli prednosti tako na strani ponudbe kot na strani povpraševanja. Kar zadeve dobave je imela Britanija veliko podjetij, ki so bila pripravljena vložiti ogromno kapitala, potrebnega za izgradnjo, polaganje in vzdrževanje podvodnih kablov. Kar zadeva povpraševanje je britanski kolonialni imperij privedel do tega, da so bila britanska kabelska podjetja zelo iskanja s strani tiskovnih agencij, trgovskih in ladijskih podjetij ter britanske vlade. Številne britanske kolonije so imele veliko evropskih priseljencev, ki so z domovino komunicirali preko kablov.
Britanski uradniki so verjeli, da odvisno od telegrafskih linij, ki potekajo po tujem ozemlju, predstavlja varnostno tveganje saj se te lahko med vojno prekinejo. Zato so si prizadevali za vzpostavitev svetovnega omrežja znotraj imperija, ki je postalo znano kot All Red Line (Vse rdeča črta) ter pripravili strategijo za hitro prekinitev sovražnikovih komunikacij.  Britanski prvi ukrep ob izbruhu vojne med Veliko Britanijo in Nemčijo leta 1914 je bil, da je ladja Alert (ni bila CS Telconia, kot se pogosto poroča)  prerezala pet kablov, ki so povezovali Nemčijo s Francijo, Španijo in Azori ter preko njih Severno Ameriko.  Po tem dogodku je Nemčija lahko komunicirala le brezžično kar je pomenilo, da so lahko britanski obveščevalci v sobi 40 prestrezali ves radijski promet.
Od podmorskih kablov so imela ogromno gospodarsko in finančno korist trgovska podjetja, saj so lahko lastniki ladij komunicirali s kapitani ko so ti prispeli na cilj in na podlagi objavljenih informacij o cenah in dobavi podali navodila kam dostaviti tovor. Britanska vlada je izdatno uporabila kable za komuniciranje z guvernerji po vsem svojem imperiju za potrebe diplomacije ter komunikacijo s svojimi vojaškimi enotami v vojnem in mirnem času. Geografska lega britanskega ozemlja je bila tudi prednost saj je med Irsko in Novo Fundlandijo potekala najkrajša pot čez Atlantski ocean ker je znatno skrajšalo stroške.
Leta 1896 je bilo na svetu 30 ladij za polaganje kabla. Od tega jih je bilo 24 v lasti britanskih podjetij. Leta 1892 so britanske družbe upravljale z dvema tretjinama kablov po celem svetu, leta 1923 je njihov delež še vedno znašal 42,7 procentov.
Med prvo svetovno vojno so britanske kabelske zveze ostale skoraj popolnoma nepoškodovane medtem ko so Britanci prerezali večino kablov, ki so Nemčijo povezovali z zunanjim svetom.

### Povezava do Indije, Singapurja, Daljnega vzhoda in Avstralije
Skozi šestdeseta in sedemdeseta let 19. stoletja se je britanski kabel širil proti vzhod v Sredozemsko morje in Indijski ocean. Kabel položen, leta 1863 do Bombaja (danes Mumbaj) v Indiji je predstavljal ključno povezavo do Savdske Arabije.  Leta 1870 so Bombaj po naročilu britanske povezali z Londonom preko podmorskega kabla. Leta 1872 so se združile štiri telegrafske družba s čimer je nastala Vzhodna telegrafska družba (Eastern Telegraph Company) katere lastnik je bil John Pender. Podružnica podjetja Eastern Telegraph Company je bila druga sestrska družba, Eastern Extension, China in Australasia Telegraph Company, splošno znana kot "Extension". Leta 1872 je bila Avstralija prek Singapura in Kitajske po kablu povezana z Bombajem, leta 1876 pa je bil britanski imperij povezala od Londona do Nove Zelandije. 

### Podmorski kabli čez Tihi ocean
Prvi transpacifiški kabli, ki so zagotavljali telegrafske storitve, so bili dokončani v letih 1902 in 1903. Povezali so celinsko ZDA s Havaji leta 1902 in Guam s Filipini leta 1903.  Kanada, Avstralija, Nova Zelandija in Fidži so bile leta 1902 povezane s čezpacifiškim odsekom imenovanim All Red Line .  Japonska je bila v sistem priključena leta 1906. Storitev onkraj atola Midway je bila leta 1941 opuščena zaradi druge svetovne vojne preostanek pa je ostal v obratovanju do leta 1951, ko je FCC dal dovoljenje za prenehanje delovanja. 
Prvi transpacifiški telefonski kabel je bil položen med Havajev in Japonsko leta 1964 s podaljškom od Guama in Filipinov.  Leta 1964 je med Sydneyja in Vancouvrom začel delovati kabel Commonwealth Pacific Cable System (COMPAC) z zmogljivostjo 80 telefonskih kanalov, leta 1967 pa je bil za telefonski promet odprt sistem South East Commonwealth (SEACOM) s 160 telefonskimi kanali. Ta sistem je uporabljal mikrovalovni radio od Sydneyja do Cairnsa (Queensland), kabel od Cairnsa do Madanga (Papua Nova Gvineja), Guama, Hongkonga, Kota Kinabalu (glavno mesto Sabaha, Malezija), Singapurja, nato pa po kopnem z mikrovalovnim radiom do Kuala Lumpurja. Leta 1991 je bil severno tihomorski kabelski sistem (NPC- North Pacific Cable) prvi regenerativni sistem (z repetitorji), ki je v celoti prečkal Tihi ocean od celinske ZDA do Japonske. Ameriški del NPC-ja so izdelovali v Portlandu v državi Oregon med leti 1989 in 1991 v podjetju STC Submarine Systems in kasneje v Alcatel Submarine Networks. Sistem je zgradil Cable & Wireless Marine z ladjo CS Cable Venture .

### Gradnja
Čezatlantski kabli 19. stoletja so bili sestavljeni iz zunanje železa plasti in kasneje jeklene žice, ki je ovijala indijsko gumo ter izolacijo gutta-percha, ki je v jedru obdajala pleteno bakreno žico. Deli kabla, ki je potekal blizu kopnega je bil zaščiten z dodatnim zunanjim oklopom zaščitne žice. Ggutta-percha naravni polimer podoben gumi je imel skoraj idealne lastnosti za izolacijo podmorskih kablov. Njegova slabost je bila precej visoke dielektrične konstante zaradi katere je bila kapacitivnost kablov velika kar je pomenilo, da je signal na velikih razdaljah hitro slabel. William Thomas Henley je leta 1837 razvil stroj za pokrivanje žic s svilenimi ali bombažnimi nitmi, ki ga je nato predelal v stroj za izdelavo podmorskih kablov. Leta 1857 je ustanovil podjetje za idelavo podmorskih kablov WT Henley's Telegraph Works Co., Ltd.   Z izdelavo in polaganjem kabla se je ukvarjala tudi družba India Rubber, Gutta Percha in Telegraph Works, ki jo je ustanovila družina Silver po kateri se imenuje del Londona.  Leta 1870 je William Hooper ustanovil Hooper's Telegraph Works, da bi izdelal svoj kabel  s patentiranim jedrom iz vulkanizirane gume. Sprav je delal za druga podjetja kasneje pa se je podjetje razširilo na celotno proizvodnjo kablov in polaganje kablov. Podjetje je dalo zgraditi prvo ladjo izključno zasnovano za polaganje čezatlantskih kablov.   
Gutta-percha in guma sta bila nenadomestljiva izolacijska materiala kablov dokler v tridesetih letih 20. stoletja niso odkrili polietilena. Material je bil dolgo časa na voljo samo vojski. Prvi podmorski kabel, ki ga je uporabljal pa je bil položen šele leta 1945 med drugo svetovno vojno čez Rokavski preliv .  V dvajsetih letih prejšnjega stoletja je ameriška vojska eksperimentirala z gumijasto izoliranimi kabli kot alternativo gutta-perchi, saj so imeli Američani do neomejenih zaloge gume niso pa imeli dostopa do gutta-perche. Leta 1926 je John T. Blake razvil deproteinizirane gumo ter tako izboljšal neprepustnost kablov za vodo. 
Številni zgodnji kabli so bili poškodovani zaradi morskega življenja. Izolacijo so poškodovali vrste Teredo (ladijski črv) in Xylophaga. Poškodovani oklep iz jeklene žice je omogočil vdor morskega življenja v notranjost kabla tam pa se je to prehranjevalo z izolacijo iz konoplje, gume in lateksa. Zabeleženi so bili primeri morskih psov, ki so pregriznili kable ter napadi žagastih rib. Leta 1873 je bil zabeležen primer ko je kit poškodoval kabel med Karačijem in Gwadarjem. Kit je očitno kabel poskušal uporabiti za odstranjevanje vitičnjakov iz površine kože, kjer je ta prosto visel nad strmo sotesko. Nesrečnemu kitu se je rep zapletel v zanke kabla in ta se je nato utopil. Ladja za popravilo kablov Amber Witch je kabel in truplo kita le s težavo potegnila na površino. 

### Težave s pasovno širino
Prvi podmorski telegrafski kabli so imeli zaradi velikih razdalj veliko električnih težav. Za razliko od sodobnih kablov tehnologija 19. stoletja v kablu ni omogočala vgradnje ojačevalnika oz. repetitorja. Težavo so reševali z visoko napetostjo s katero so poskušali premagati električni upor kabla, ki se je povečal z njegovo razdaljo. S tem pa niso odpravili kapacitivnosti in induktivnosti kablov, ki sta popačili telegrafske impulze na liniji ter tako zmanjšali pasovno širino kabla. Hitrost prenosa podatkov je bila zaradi tega nizka in je znašal 10 do 12 besed na minuto.
Že leta 1816 je Francis Ronalds opazil, da so električni signali upočasnjeni pri prehodu skozi izolirano žico položeno v zemljo pojav je povezal z dogajanjem v leydenovem kozarcu.   Enak pojav je opazil Latimer Clark (1853) na žici potopljeni v vodo, zlasti na dolgem kablu položenim med Anglijo in Haagom. Michael Faraday je dokazal, da učinek povzroči kapacitivnost med žico in zemljo (ali vodo), ki jo obdaja. Faraday je opazil, da kadar se žica priklopi na akumulatorja (na primer pri pritisku na telegrafsko tipko), električni naboj v žici inducira nasprotni naboj v vodi. Leta 1831 je Faraday ta učinek opisal v tako imenovanem faradayevem zakonu indukcije. Ko se oba naboja privlačita je vzbujen naboj upočasnjen. Jedro tako deluje kot kondenzator razporejen po celotni dolžini kabla, ki skupaj z upornostjo in induktivnostjo kabla omejuje hitrost s katero signal potuje skozi vodnik kabla.
Pri prvih kablih teh učinkov niso pravilno analizirali in upoštevali. Znano je, da je EOW Whitehouse težave zanemaril in vztrajal, da je čezatlantski kabel izvedljiv. Ko je pozneje postal glavni električar družbe  Atlantic Telegraph Company se je vpletel v javni spor z Williamom Thomsonom, ki je opozarjal na težave. Whitehouse je verjel, da je z dovolj napetosti mogoče komunicirati skozi kateri koli kabel. Thomson pa je verjel, da njegov zakon kvadratov kaže, da slabljenje ni mogoče premagati z višjo napetostjo. Za pravilno delovanje je priporočal večji kabel. Zaradi prevelikih napetosti, ki jih je priporočal Whitehouse prvi čezatlantski kabel nikoli ni deloval zanesljivo in je sčasoma prišlo do električnega preboja (kratek stik med jedrom in vodo), ko je Whitehouse povečal napetost preko načrtovane meje kabla.
Thomson je zasnoval zapleten generator električnega polja, ki je zmanjšal tok z resonanco kabla in občutljiv zrcalni galvanometer za detekcijo šibkih telegrafskih signalov. Z izumi je obogatel in bil povišan v lorda Kelvina zaradi prispevkov na področju telegrafije. Predvsem zaradi natančnega matematičnega modela kabla, ki je omogočal izdelavo opreme za natančno telegrafijo. Učinki atmosferske elektrike in geomagnetnega polja na podmorske kable so motivirali tudi številne zgodnje polarne odprave .
Thomson je izdelal matematično analizo širjenja električnih signalov v telegrafske kable na podlagi njihove kapacitivnosti in upornosti. Ker pa dolgi podmorski kabli signal prenašajo počasi v analizo ni vključil učinkov induktivnosti. Do devetdesetih let 19. stoletja je Oliver Heaviside ustvaril sodobno splošno obliko telegrafske enačbe, ki je vključevala tudi učinke induktivnosti in je bila bistvenega pomena pri razumevanju delovanja vodnikov pri visokih frekvencah potrebnih za hitri prenos podatkov in glasu.

### Čezatlantska telefonija
O čezatlantskem telefonskem kablu so resno razmišljali že v dvajsetih letih 20. stoletja, zamisel v praksi ni bila izvedljiva saj se je ustrezna ekonomsko upravičena tehnologija razvila šele desetletje kasneje. Prvi poskus polaganja telefonskega kabla je propadel v zgodnjih tridesetih letih zaradi velike depresije. Od leta 1927 so bili preko Atlantika možni le telefonski pogovori, ki so potekali  preko radijskih valov.
TAT-1 (Transatlantic No. 1) je bil prvi čezatlantski telefonski kabelski sistem. Med letoma 1955 in 1956 je bil  kabel položen med zalivom Gallanach blizu Obana na Škotskem in Clarenvilleom, Nova Fundlandija in Labrador. Delovati je začel 25. septembra 1956 in je na začetku imel le 36 telefonskih kanalov.
V šestdesetih letih so klasične podmorske kable začeli nadomeščati koaksialni kabli skozi katere se je govorni signal prenašal preko frekvenčnega multipleksa. Visokonapetostni enosmerni tok pa je na notranji žili napajal repetitorje (dvosmerni ojačevalniki so bili v presledkih nameščeni vzdolž kabla). Repetitorji prve generacije so bili izdelani na osnovi vakuumskih cevi in so bili najbolj zanesljivi vakumskih ojačevalnikov, ki so jih kadar koli razvili.  Kasneje so jih nadomestili tranzistorski ojačevalniki. Mnogi od teh kablov so še vedno uporabni vendar so bili kljub temu opuščeni, ker so njihove zmogljivosti premajhne, da bi bile komercialno upravičene. Nekateri so bili kasneje uporabljeni kot znanstveni instrumenti za merjenje potresnih valov in drugih geomagnetnih dogodkov. 

### Drugi nameni uporabe
Leta 1942 sta brata Siemens iz New Charltona v Londonu v sodelovanju z Nacionalnim fizikalnim laboratorijem Združenega kraljestva prilagodila podmorsko komunikacijsko kabelsko tehnologijo z namenom, da bi med drugo svetovno vojno ustvarila prvi podmorski cevovod za nafto (kodno ime operacija Pluto).

## Sodobna zgodovina

### Optični telekomunikacijski kabli
V osemdesetih letih so razvili optične kable. Prvi čezatlantski telefonski kabel, ki uporablja optična vlakna, je bil TAT-8, začel delovati leta 1988. Optični kabel vsebuje več parov vlaken. Vsak par ima po eno vlakno v vsako smer. TAT-8 je imel dva operativna para in en rezervni par.
Sodobni repetitorji v optičnih kablih uporabljajo polprevodniški optični ojačevalnik. Po navadi so to ojačevalniki na osnovi erbija. Vsak repetitor vsebuje ojačevalnik za vsako vlakno posebej. Te izvajajo reformiranje signala, merjenje napak in krmiljenje. Polprevodniški laser v ojačevalniku odda signal proti naslednjemu repetitorju vzdolž vlakna. Ta sistem omogoča tudi multipleksiranje z valovno dolžino, kar dramatično poveča kapaciteto vlaken.
Repetitorji se napajajo s konstantnim enosmernim tokom, ki se prenaša po vodniku blizu središča kabla zato so vsi repetitorji v kablu vezani zaporedoma. Oprema za napajanje je nameščena na terminalnih postajah. Običajno si oba konca delita generiranje toka s tem da en konec daje pozitivno napetost drugi pa negativno napetost. Virtualna ozemljitvena točka se nahaja približno na pol poti vzdolž kabla. Ojačevalniki ali repetitorji svojo moč črpajo iz potencialne razlike med njima. Napetost, ki se prenaša po kablu znaša od 3000 do 15.000VDC pri toku do 1.100mA, pri čemer se tok povečuje z zmanjševanjem napetosti; tok pri 10.000 VDC je tako 1.650 mA. Zato skupna količina moči poslane v kabel pogosto doseže 16,5kW.  
Optična vlakna v pomorskih kablih so izjemno jasna kar pomeni, da so lahko ojačevalniki med seboj oddaljeni več kot 100 km. S tem se zmanjša število ojačevalnikov in popačen, ki jih ti povzročajo. Kabli brez repetitorjev so cenejši od kablov z repetitorji. Njihova največja oddajna razdalja je omeja. Z razvojem tehnologije pa se je njihova največja oddajna razdalja z leti povečala; leta 2014 so bili v uporabi kabli brez repetitorjev dolžine do 380 km; vendar pa zahteva da se repetitorji postavijo vsakih 100 km. 
Naraščajoče povpraševanje po optičnih kablih je preseglo zmogljivosti ponudnikov kot je AT&T. Zaradi preusmeritve prometa na satelite so bili signali slabše kakovosti. Za reševanje tega vprašanja je moral AT&T izboljšati svoje zmogljivosti polaganja kablov. V izgradnjo dveh specializiranih plovil za polaganje optičnih kablov je vložila 100 milijonov dolarjev. Del projekta izgradnje so bili tudi laboratoriji na ladjah za spajanje kablov in preizkušanje njegovih električnih lastnosti. Tak nadzor na terenu je pomemben, ker je steklo optičnega kabla manj upogljiva kot bakreni kabel. Ladje so opremljene s potiski, ki povečajo njihovo okretnost. Ta sposobnost je pomembna, ker je treba optični kabel položiti naravnost s krme teh težav pa niso imele ladje, ki so polagale bakreni kabel. 
Prvotno so podmorski kabli povezovali dve točki na kopnem. Z razvojem podmorskih odcepnih enot (SBU) pa je možno z enim kablom povezati več točk na kopnem. Sodobni kabelski sistemi imajo arhitekturo obroča s čimer se poveča njiva zanesljivost pri čemer podmorski odseki potekajo po različnih poteh. Eden od razlogov za tak razvoj je velika količina podatkov, ki se pretaka skozi kable. V primeru izpada satelitske povezave ne morajo popolnoma nadomestiti kabelske, zato so kabelski sistemi podvojeni in zgrajeni tako, da delujejo kar se da zanesljivo in učinkovito. Vse telekomunikacijske organizacije ne želijo izkoristiti dvojne zmogljivosti kablov, zato imajo lahko sodobni kabelski sistemi v nekaterih državah dvojna priključna mesta na kopnem (tam kje se zahteva za večjo zanesljivost) v drugih državah pa samo enojna kopenska priklopna mesta, kjer rezerva ni potrebna saj je izpad zaradi majhne potrebe po prenosu podatkov možno nadomestiti s drugimi sredstvi.
Novost na področju zagotavljanja nadomestnih poti je t.i. "Mesh Network" pri katerem oprema za hitro preklapljanje poskrbi za nove prenosne poti pri čemer ne pride do izpadov ali pa so ti zelo majhni. Ko je na voljo več poti za prenos podatkov med dvema točkama je manj verjetnosti, da bo prišlo do popolnega izpada storitve.
Od leta 2012 so operaterji "uspešno dokazali dolgoročni prenos brez napak pri 100 Gbps čez Atlantski ocean" do 6.000 km (3.700 mi).  Kar pomeni, da lahko tipičen kabel v tujino prenese več deset terabitov podatkov na sekundo. Hitrosti so se v zadnjih nekaj letih izboljšale, le tri leta prej,2009, je hitrost znašala 40 Gbit/s. 
Preklapljanje in preusmerjanje komunikacij po morju običajno poveča razdaljo in s tem zakasnitev povratnega signala za več kot 50%. Na primer zakasnitev povratnega signala (RTD) ali zakasnitev najhitrejših čezatlantskih povezav je manjša od 60 ms, blizu teoretične optimalne hitrosti podmorskih kablov. Med Londonom in New Yorkom je le 5.600 km.  Kabel mora pri tem prečkati več kopenskih mas (Irska, Nova Fundlandija, otok Princa Edwarda in polotok, ki povezuje New Brunswick z Novo Škotsko), pa tudi zaliv Fundy kjer so močne plime, kopensko pot vzdolž severnih obal Massachusettsa od Gloucestera do Bostona in močno pozidano območja vse do samega Manhattna. Uporaba te delne kopenske poti lahko povzroči čas povratnega signala pod 40 ms brez upoštevanja preklopov. Na progah z manj kopnega se lahko časi povratnih signalov dolgoročno približajo minimalni hitrosti svetlobe.
Obstajata dve vrsti podmorskih kablov: brez repetitorjev in z repetitorji. Kabli brez repetitorjev so najprimernejši za kratke razdalje. Ker ne zahtevajo repetitorjev so cenejši; vendar pa je zaradi tega njihova največja prenosna razdalja omejena.
Pri podmorskih optičnih kablih se pogosto uporabljajo optična vlakna tipa PCSF (čisto silicijevo jedro) saj imajo malo izgub, 0,172 dB na kilometer pri prenašanju laserske svetlobe z valovno dolžino 1.550 nm. Vlakna PCSF imajo veliko kromatično disperzijo kar pomeni, da je za njegovo uporabo potrebna oddajna in sprejemna oprema, ki je prilagojena temu. Ta lastnost se lahko uporabi tudi za zmanjšanje motenj pri prenosu več kanalov skozi eno vlakno z uporabo multipleksorja valovnih dolžin (WDM). Ta omogoča prenos večjega števila optičnih nosilnih kanalov skozi eno vlakno, od katerih ima vsak svoje podatke. WDM je omejen z optično pasovno širino ojačevalnikov, ki se uporabljajo za prenos podatkov po kablu in z razmikom med frekvencami optičnih nosilcev. Najmanjši razmik je omejen pri čemer je najmanjši razmik pogosto 50 GHz (0,4 nm). Uporaba WDM lahko zmanjša največjo dolžino kabla čeprav je to mogoče odpraviti z uporabo prave opreme.
Optični ojačevalniki, ki se uporabljajo za povečanje moči signala uporabljajo za delovanje lasersko diodo dopirano z erbijem. Pogosto se uporabljajo visoko zmogljive diode z valovno dolžino 980 ali 1480nm. Te omogočajo, na cenovno ogoden način, ojačanje signala do + 24dBm. Uporabljajo se tudi diode dopiranih z erbijem-itterbijem, ki omogočajo ojačanje do + 33dBm, vendar je problem omejitev energije, ki se dovaja v vlakno. Zaradi Kerrovega učinek (zaradi lomljena svetlobe se signal fazno zamakne) je moč ojačanja omejena na +18 dBm na vlakno. Pri uporabi multipleksarja namesto tega prevladuje omejitev zaradi medfazne modulacije. Optični predojačevalniki se pogosto uporabljajo za izravnavo toplotnega šuma sprejemnika. Ojačanje z laserjem valovne dolžine 980 nm povzroči hrup največ 3,5 dB pri čemer 1.480 nm laser povzroči hrup 5dB. Šum se filtrila z optičnimi filtri.
Ramanova ojačitev se lahko uporabi za razširitev dosega ali zmogljivosti kabla brez ojačevalnikov. Pri tem se v vlaknu uporabljata dve frekvenci, ena nosi podatkovne signale pri 1550nm, druga pa se pri 1450nm uporablja za ojačanje. Pri tem načinu ojalčanja povečanje moči za en vat povzroči povečanje dosega za 45 km kar je šestkratno povečanje zmogljivosti.
Drug način za povečanje dosega kabla je uporaba pasivnih repetitorjev imenovanih oddaljeni optični predojačevalniki (ROPA - remote optical pre-amplifiers). Kabli s temi s temu ojačevalniki se še vedno štejejo med kable brez repetitorjev saj ti ojačevalniki za delovanje ne potrebujejo električne energije. Za svoje delovanje potrebujejo dodaten vir svetlobe, ki se prenaša vzporedno z optičnimi podatki. Dodaten vir svetlobe se pogosto prenaša po ločenem vlaknu. Ta svetloba nato ojača signale, ki se prenašajo po stalih vlaknih. 

### Pomen podmorskih kablov
Trenutno 99% podatkovnega prometa, ki prečka svetovne oceane prenašajo podmorski kabli.  Zanesljivost podmorskih kablov je visoka zlasti kadar je na voljo več obvodnih poti v primeru preloma kabla. Prav tako se skupni podatkovni promet preko kablov meri v terabitih na sekundo medtem ko sateliti običajno ponujajo le 1.000 megabitov na sekundo in imajo večjo zakasnitev. Vendar pa je za izgradnjo običajnega čezatlantskega podmorskega kabelskega sistema z več terabiti prenosa potrebno nekaj sto milijonov dolarjev. 
Zaradi stroškov in njihove uporabnosti jih visoko cenijo ne le korporacije, ki jih gradijo in upravljajo z dobičkom, temveč tudi nacionalne vlade. Avstralska vlada je mnenja, da so njeni podmorski kabelski sistemi "ključni za nacionalno gospodarstvo". V skladu s tem je avstralska uprava za komunikacije in medije (ACMA) ustvarila zaščitena območja, ki omejujejo dejavnosti, ki bi lahko poškodovale kable, ki povezujejo Avstralijo s preostalim svetom. ACMA ureja tudi vse projekte izgradnje novih podmorskih kablov. 
Podmorski kabli so pomembni tako za sodobno vojsko, obveščevalne službe kot tudi za zasebna podjetja. Ameriška vojska na primer uporablja podmorsko kabelsko omrežje za prenos podatkov s konfliktnih območij v poveljstva v ZDA. Prekinitev kabelskega omrežja med intenzivnimi operacijami bi lahko imela neposredne posledice za vojake na terenu. 

### Naložbe in financiranje podmorskih kablov
Skoraj vse optične kable kot je TAT-8 leta 1988 do približno leta 1997 so izdelali konzorciji operaterjev. Na primer projekt TAT-8 je štel 35 udeležencev, vključno z večino največjih mednarodnih operaterjev tistega časa kot je AT&amp;T Corporation .  Dva zasebno financirana kabla sta bila zgrajena konec devetdesetih let prejšnjega stoletja kar je med leti 1999 in 2001 povzročilo razmah pri gradnji novih zasebnih kablov v vrednosti 22 milijard ameriških dolarjev. Pri tem pa je prišlo tudi do številnih špekulacij, ki so vodile v bankrot številnih kabelskih operaterjev in njihovo reorganizacijo Sledil je bankrot in reorganizacija kabelskih operaterjev, kot so Global Crossing, 360networks, FLAG, Worldcom in Asia Global Crossing. Globalno omrežje Tata Communications (TGN) je edino optično omrežje v zasebni lasti, ki obkroži planeta. 
V zadnjih letih narašča težnja po razširitvi podmorskih kabelskih zmogljivostih v Tihem oceanu (pred tem je imelo prednost polaganje kablov čez Atlantski ocean, ki ločuje ZDA in Evropo). Na primer, med letoma 1998 in 2003 je bilo v Tihem oceanu položenih približno 70% podmorskih optičnih kablov. To je delno odgovor na naraščajoč pomen azijskih trgov v svetovnem gospodarstvu. 
Čeprav je bil velik del naložb v podmorske kable usmerjen na razvite trge, kot so čezatlantske in transpacifiške poti, se v zadnjih letih vse bolj trudijo razširiti podmorsko kabelsko omrežje, da bi služilo državam v razvoju. Na primer, julija 2009 je podvodna optična kabelska linija vzhodno Afriko priključila na širokopasovni internet. Družba, ki je zagotovila ta novi kabel, je bila SEACOM, in je v 75-odstotni lasti Afričanov.  Projekt je bil zaradi povečanega piratstva ob obali zakasnjen za en mesec. 

### Antarktika
Antarktika je edina celina, ki je še ni dosegel podmorski telekomunikacijski kabel. Ves telefonski, video in e-poštni promet je potrebno prenašati prek satelitskih povezav. Baze na sami celini lahko med seboj komunicirajo preko radia, vendar je to le lokalno omrežje. Da bi bil optični kabel izvedljiva alternativa, bi moral biti sposoben prenesti temperature −80 °C (−112 °F) pa tudi ogromen premike v ledu, ki se lahko premakne tudi do 10 m (33 ft) na leto. Priključitev Antarktike na širokopasovni podatkovni kabel je za današnje razmere neizvedljiv gospodarski in tehnični izziv. 

## Popravilo kablov
Kable lahko poškodujejo vlečne ribiške mreže, sidra, potresi, morski tokovi in celo ugrizi morskih psov.  Na podlagi analiz prekinitev v Atlantskem oceanu in Karibskem morju je bilo ugotovljeno, da je bilo med letoma 1959 in 1996 manj kot 9% prekinitev posledica naravnih dogodkov. Kot odziv na to grožnjo komunikacijskemu omrežju se je razvila praksa zakopavanja kabla. Povprečna pogostost napak na kablih je bila 3,7 na 1.000 km (620 mi) na leto od leta 1959 do 1979. Ta stopnja se je zmanjšala na 0,44 napake na 1.000 km na leto po letu 1985 zaradi uporabe metode zakopavanja kabla, ki se je začela uporabljati leta 1980.  Kljub temu pa poškodbe kablov nikakor niso preteklost, saj je samo v Atlantiku več kot 50 popravil letno  v letih 2006, 2008, 2009 in 2011 pa je prišlo do povečanega števila prekinitev.
Ribiške mreže, kot vzrok za poškodovanje podmorskih kablov, so pogosto izkoriščali med hladne vojne. Na primer, februarja 1959 se je na petih ameriških čezatlantskih komunikacijskih kablih zgodila serija 12 prekinitev. Med preiskavo dogodka je ameriško mornariško plovilo USS Roy O. Hale pridržalo in preiskalo sovjetsko ribiško ladjo Novorosiysk. Pregled ladijskega dnevnika je pokazal, da je bil v območju kablo, ko je prišlo, do prekinitev. Poškodovani odseki kabla so bili najdeni tudi na krovu Novorosiyska. Videti je bilo kakor, da so z mrežami zapeli za kabel ter ga nato potegnili na krov. Tam so ga prežagali in tako sprostili mreže. Sovjetska zveza je vse zanikala, vendar so ZDA kot dokaz kršitve mednarodne konvencije navedle Konvencijo o zaščiti podmorskih telegrafskih kablov iz leta 1884, ki jo je podpisala tudi Rusija (pred ustanovitvijo Sovjetske zveze). 
Obalne postaje lahko določijo mesto prekinitve kabla z električnimi meritvami, na primer z reflektometrijo s časovno domeno s širjenim spektrom (SSTDR), vrsto reflektometrije s časovno domeno, ki jo je mogoče v delujočih sistemih zelo hitro uporabiti. Trenutno lahko SSTDR zbere celoten nabor podatkov v 20 ms.  Signali razširjenega spektra se pošljejo po žici in se nato opazuje odbiti signal. Z algoritmi se nato analizira čas in oblika signala na podlagi tega pa se nato določi mesto prekinitve.
Na lokacijo poškodbe se pošlje ladjo za popravilo kablov, ki v bližino poškodovanega odseka suti označevalno bojo. Ladja kabel na površje dvigne z posebnimi grabljami. Uporablja se več vrst grabil, odvisno od situacije. Če je morsko dno peščeno, se za oranje pod površino in ulov kabla uporablja grabež s togimi roglji. Če je kabel na skalnatem morskem dnu je grabež bolj prožen, s kavlji po svoji dolžini, da se lahko prilagodi spreminjajoči se površini.  V posebej globoki vodi kabel morda ni dovolj močan, da bi ga lahko dvignili kot eno samo enoto, zato se uporabi posebna prijemala, ki kabel prereže kmalu po tem, ko je ulovljen, in se na površje pripelje le eno konec kabla, nakar se ta spoji z novim odsekom.  Popravljeni kabel je daljši od prvotnega zato se presežek kabla na morsko dno položi v obliki črke "U" . Podmornica se lahko uporablja za popravilo kablov, ki ležijo v plitvejših vodah.
Številna pristanišča v bližini pomembnih kabelskih poti so postala domovi za posebne ladje za popravilo kablov. Halifax v Novi Škotski je bil večino 20. stoletja dom pol ducata takih plovil kot so CS Cyrus West Field, CS Minia in CS Mackay-Bennett . S slednjima dvema sta bili sklenjeni pogodbi za iskanje žrtev po potopitvi RMS Titanica . Posadke teh plovil so razvile številne nove tehnike in naprave za popravilo in izboljšanje polaganja kablov.

## Zbiranje obveščevalnih podatkov
Podvodne kable ni mogoče imeti pod stalnim nadzorom zato so že od konca 19. stoletja zanimivi za agencija, ki zbirajo obveščevalne podatke. Na začetku vojen so države pogosto prerezale kable nasprotni strani, da bi preusmerile pretok informacij v kable, ki so jih same nadzorovale. Med prvo svetovno vojno so britanske in nemške sile poskušale uničiti komunikacijske kable nasprotne strani z rezanjem kablov s površinskimi ladjami ali podmornicami ter napadi na obalne postaje.  Med hladno vojno je ameriški mornarici in Agenciji za nacionalno varnost (NSA) v operaciji Ivy Bells uspelo namestiti snemalnike na sovjetske podvodne komunikacijske linije.

## Posledice na okolje
Glavna točka interakcije kablov z morskim življenjem je morsko dno kjer leži večina kablov. Študije v letih 2003 in 2006 so pokazale, da kabli minimalno vplivajo na življenje v teh okoljih. Pri vzorčenju sedimentov okoli kablov in površin kablov je bilo malo statistično pomembnih razlik v raznolikosti ali številčnosti organizmov. Glavna razlika je bila v tem, da so kabli zagotavljali pritrdilno točko za anemone, ki običajno niso mogle rasti v mehkih usedlinah. Podatki od 1877 do 1955 so pokazali skupno 16 napak v kablih, ki so nastale zaradi zapletanje kitov v kable. Takšna zapletanja so se v celoti prenehala z uvajanjem sodobnih koaksialnih in optičnih kablov, ki so manj nagnjeni k samonavijanju v spiralo, ko ležijo na morskem dnu. 

## Varnost
Podmorski kabli so z varnostnega vidika problematični, ker so zemljevidi podmorskih kablov javno dostopni. Po drugi strani pa zemljevidi morajo biti javno dostopni, da ladje ne poškodujejo kablov. Te informacije pa so lahko dostopne tudi kriminalcem.  Vladno prisluškovanje predstavlja tudi vprašanja kibernetske varnosti. 

## Pravne težave
Podmorski kabli imajo številne pravne težave. Ker kable gradijo in vgrajujejo zasebni konzorciji že od samega začetka obstaja težava z odgovornostjo. Prvič, dodelitev odgovornosti znotraj konzorcija je lahko težavna: ker ni jasnega vodilnega podjetja, ki bi ga lahko označili kot odgovornega to lahko povzroči zmedo, ko kabel potrebuje vzdrževanje. Drugič, težko je naslavljati vprašanje poškodb kablov po mednarodnem pravnem režimu, saj so ga namesto zasebnih podjetij podpisale in oblikovale nacionalne države. Tako se je težko odločiti, kdo bi moral biti odgovoren za poškodbe in popravila - podjetje, ki je zgradilo kabel, podjetje, ki je plačalo kabel ali vlada države v katerih se kabel zaključi. 
Drugo pravno vprašanje je zastarelost pravnih sistemov. Na primer, Avstralija še vedno uporablja globe, ki so bile določene med podpisom pogodbe o podmorski kabli iz leta 1884: 2.000 avstralskih dolarjev za današnje čase majna cena. 

## Vpliv kabelskih omrežij na moderno zgodovino
Podmorski komunikacijski kabli so imeli najrazličnejše vplive na družbo. Poleg tega, da so omogočili učinkovito medcelinsko trgovanje in podpirali borze, so močno vplivali na mednarodno diplomatsko delovanje in odločanje. Pred obstojem podmorskih komunikacij so imeli diplomati v rokah veliko več moči, saj jih njihovi neposredni nadzorniki (vlade držav, ki so jih zastopali) niso mogli takoj preveriti. Pridobivanje navodil diplomatom v oddaljeni tuji državi je pogosto trajalo tedne ali celo mesece. Diplomati so morali pri pogajanjih s tujino uporabljati lastno pobudo le občasno podprto s strani vlade. Zaradi te počasne povezave so se diplomati med čakanjem na ukaze ukvarjali s prostočasnimi dejavnostmi. Širitev telegrafskih kablov je močno skrajšala odzivni čas, potreben za izdajo navodil diplomatom. Sčasoma je to privedlo do splošnega zmanjšanja prestiža in moči posameznih diplomatov v mednarodni politiki in je pomenilo profesionalizacijo diplomatskega zbora, ki je moral opustiti prostočasne dejavnosti. 

## Pomembni dogodki
Leta 1914 je Nemčija napadla kabelsko postajo na otoku Fanning na Tihem oceanu. 
Potres na Novi Fundlandiji leta 1929 je sprožil podmorski plaz, ki je prekinil številne pomorske kable. Na podlagi zaporedja odpovedi kablov so znanstvenitki opazovali hitrost premikanje plazu. 
Leta 1986  med preskušanjem prototipov in predprodukcijskim optičnim kablom TAT-8 in postopki določitve, ki jih je AT&amp;T izvajal na območju Kanarskih otokov, je prišlo do poškodbe kabla zaradi ugriza morskega psa. To je bil dokaz, da se morski psi potapljajo do globine 1 km (0,62 mi). Ta globina je presenetila morske biologe, ki so do takrat mislili, da morski psi v takih globinah niso prisotni. Podmorska kabelska povezava TAT-8 je bila odprta leta 1988. 
Julija 2005 je prišlo do okvare podmorskega kabla SEA-ME-WE 3 35 km (22 mi) južno od Karačija. Ker kabel predstavlja glavno zunanjo komunikacijo Pakistana je brez spleta ostalo preko 10 milijonov uporabnikov.   
26. decembra 2006 je potres v Hengchunu onemogočil delovanje številnih kablov med Tajvanom in Filipini . 
Marca 2007 so pirati ukradli 11 km (7 mi) odsek podmorskega kabla TVH, ki je povezoval Tajsko, Vietnam in Hongkong, kar je prizadelo vietnamske uporabnike interneta saj je hitros interneta drastično padla. Tatovi so 100 ton kabla poskušali prodati kot odpadke. 
Prekinitev podmorskih komunikacij leta 2008 je bila serija izpadov kablov, dva od treh kablov Sueškega prekopa, dve prekinitvi v Perzijskem zalivu in ena v Maleziji. V Indiji in na Bližnjem vzhodu  je prišlo do velikih motnje v komunikaciji.  
Aprila 2010 je prišlo do izpada podmorskega kabla SEA-ME-WE 4 . Kabel, Jugovzhodna Azija - Bližnji vzhod - Zahodno Evroa 4 (SEA-ME-WE 4), povezuje Azijo in Evropo naj bi bil prerezan na treh mestih blizu Palerma v Italiji . 
Potres in cunami v Tohokuju leta 2011 sta poškodovala številne podmorske kable, ki so se zaključili na japonskem, med drugim: 
- APCN-2, azijski kabel, ki tvori obroč in povezuje Kitajsko, Hongkong, Japonsko, Republiko Korejo, Malezijo, Filipine, Singapur in Tajvan
- Pacific Crossing West in Pacific Crossing North
- Segmenti mreže East Asia Crossing (poroča PacNet )
- Segment japonski ameriškega omrežja (poroča Korea Telecom )
- Podmorski kabelski sistem PC-1 (poročal NTT )

Februarja 2012 je zaradi poškodb na kablih EASSy in TEAMS do izpada interneta v Keniji in Ugandi. 
Marca 2013 so potapljači blizu Egipta prekinili povezavo SEA-ME-WE-4 med Francijo in Singapurjem. 
Novembra 2014 je SEA-ME-WE 3 zaradi neznane napake na kablu ustavil ves promet iz avstralskega Pertha v Singapur. 
Avgusta 2017 je napaka v podmorskem kablu IMEWE (Indija-Bližnji vzhod-Zahodna Evropa) blizu Jedde v Saudovi Arabiji motila delovanje internet v Pakistanu. Podmorski kabel IMEWE je podvodni kabelski sistem z visoko zmogljivostjo optičnih vlaken, ki povezuje Indijo in Evropo prek Bližnjega vzhoda. 12.091 km dolg kabel ima devet terminalov, ki jih upravljajo vodilni telekomunikacijski operaterji iz osmih držav. 
AAE-1 je dolg preko 25,000 km (15,534 mi) in preko Egipta povezuje jugovzhodno Azijo z Evropo. Gradnja je bila končana leta 2017.